# Philodromus morsus
Philodromus morsus es una especie de araña cangrejo del género Philodromus, familia Philodromidae. Fue descrita científicamente por Karsch en 1884.

## Distribución
Esta especie se encuentra en África Occidental.